# Ondřej Mirovský
Ondřej Mirovský (* 24. ledna 1979 Praha) je komunální politik Strany zelených, přírodovědec, specialista na družicové systémy pro dálkový průzkum Země, od roku 2006 nepřetržitě zastupitel a ve volebním období od října 2018 uvolněný radní městské části Praha 7 (pro dopravu a bezpečnost). Byl vůdčí osobností kampaně Zachraňme Letnou a angažoval se v boji proti hazardu a hernám v Praze. V letech 2014–18 byl zároveň zastupitel hlavního města Prahy. Od dubna 2015 je členem dozorčí rady Technické správy komunikací hl. m. Prahy, a.s.

## Studia a zaměstnání
Ondřej Mirovský v letech 1998–2004 vystudoval Přírodovědeckou fakultu Univerzity Karlovy v Praze, obor ochrana a tvorba životního prostředí. V následujícím školním roce absolvoval postgraduální kurz environmentálního managementu v Amsterdamu (odtud magisterský titul M.EM). Pracoval pro několik mezinárodních environmentálních organizací v Evropě (Friends of the Earth Europe, UNEP).
Specializoval se na problematiku vlivu fondů Evropské unie na životní prostředí a od roku 2009 zastával pozici národního kontaktu pro rámcové programy pro vědu a výzkum EU v oblasti kosmonautiky v Technologickém centru Akademie věd ČR.
Ondřej Mirovský se narodil ve štvanické porodnici. S manželkou Michaelou mají syny Mikuláše a Vojtěcha.

## Veřejné funkce a občanské aktivity
Mirovský je od roku 2006 zastupitelem Městské části Praha 7, kde byl do roku 2010 předsedou finančního výboru.
V roce 2008 byl Mirovský vůdčí osobností kampaně Zachraňme Letnou, což byl původně masový občanský protest proti nenávratným změnám v oblasti Letné. Petice, kterou podepsalo 7 100 občanů, odmítala výstavbu oceanária pod bývalým Stalinovým pomníkem a vybudování národního fotbalového stadionu na Spartě a žádali zachování zeleně v oblasti Letenské pláně. Petenti předali svůj protest na konci října 2008 primátoru Pavlu Bémovi. Iniciativa se následně zaměřovala na další dění v oblasti Letné, mj. na stavbu Městského okruhu či kácení stromů.
V komunálních volbách v roce 2014 byl zvolen jako člen SZ za "Trojkoalici" (SZ, KDU-ČSL a STAN) do Zastupitelstva Hlavního města Prahy. Zároveň obhájil post zastupitele Městské části Praha 7 jako lídr kandidátky "Koalice PRO 7" (SZ, Piráti, SNK-ED a nezávislí). V listopadu 2014 se navíc stal prvním místostarostou Městské části Praha 7 pro životní prostředí, dopravu a bezpečnost. Na jaře 2015 byl rovněž jmenován členem dozorčí rady Technické správy komunikací hlavního města Prahy.

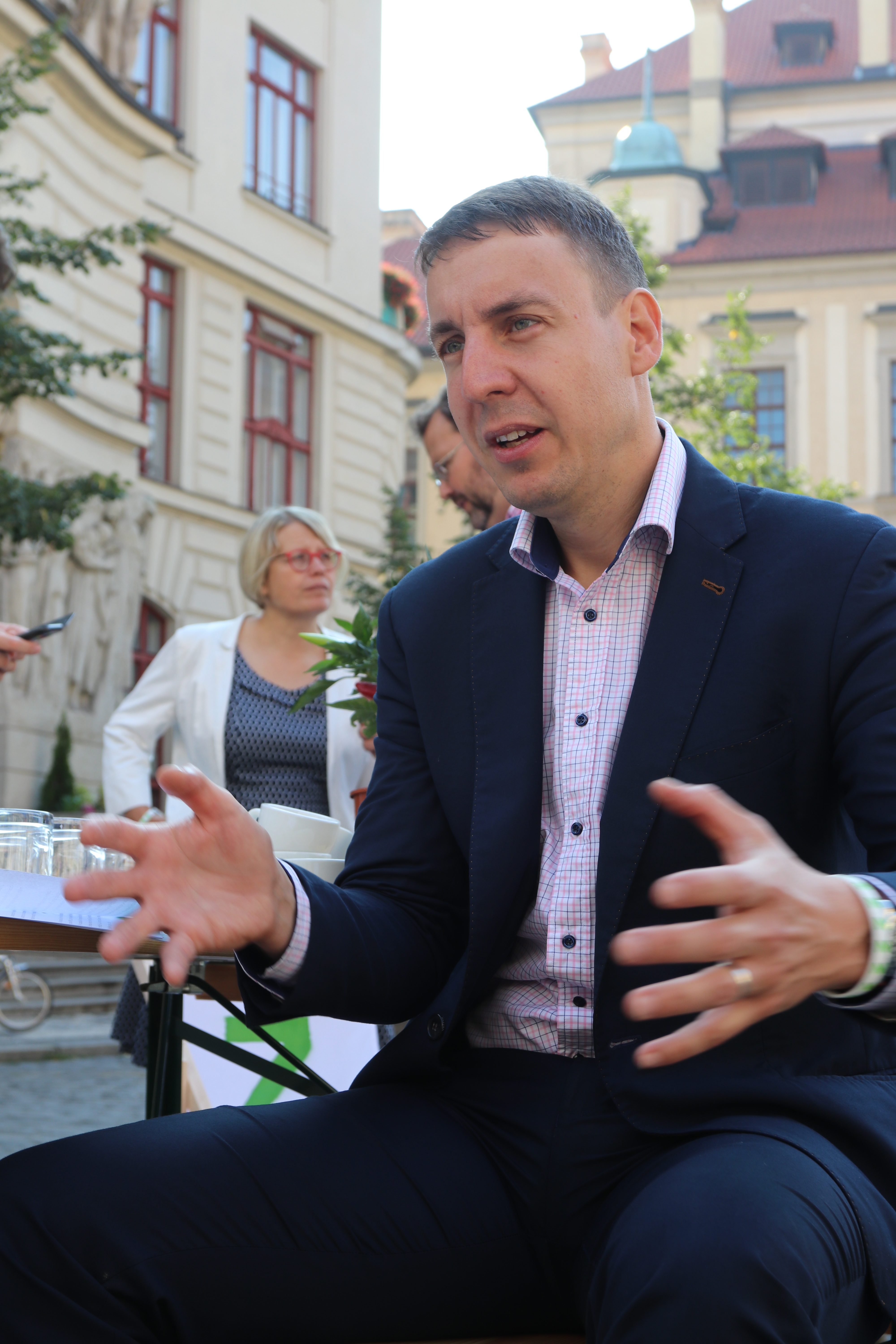
Ondřej Mirovský na zahájení kampaně v roce 2018 (v pozadí Petra Kolínská)

Ve volbách do Zastupitelstva hlavního města Prahy v roce 2018 byl lídrem kandidátky Zelených a tudíž i kandidátem strany na primátora. Strana se však s 1,84 % vůbec nedostala do zastupitelstva; Mirovský s 2,85 % byl zdaleka nejúspěšnější z jejích kandidátů. Nicméně v domovských Holešovicích uspěl jako lídr kandidátky "Piráti a Zelení Praha 7" a následně se stal uvolněným radním pro dopravu, integraci cizinců, bezpečnost a prevenci kriminality.
V komunálních volbách v roce 2022 kandidoval na starostu Prahy 7 za Zelené, ale neuspěl. Zároveň kandidoval do Zastupitelstva hlavního města Prahy z 23. místa kandidátky koalice Solidarita, kterou tvoří ČSSD, Zelení, Budoucnost a Idealisté, ale také neuspěl.

## Stranické funkce
Ondřej Mirovský roku 2005 vstoupil do Strany zelených a koncem nultých let zastával funkci prvního místopředsedy krajské organizace v Praze a předsedy základní organizace v Praze 7 (tu po něm převzal František Vosecký). Na sjezdu v listopadu 2010 byl zvolen jako poslední ze 3 řadových členů 7členného předsednictva strany; v listopadu 2012, kdy byl vedoucím odborné sekce Energetika, post neobhájil, přestože ohlásil kandidaturu na jednoho ze tří místopředsedů. V březnu 2015 byl zvolen předsedou pražské krajské organizace, znovu v roce 2017 už jako spolupředseda s Tatianou Konrádovou, zastupitelkou Prahy 5. Po volebním neúspěchu v říjnu 2018 rezignoval.